# Ciclismo nos Jogos Olímpicos de Verão de 1996
O ciclismo nos Jogos Olímpicos de Verão de 1996 foi realizado em Atlanta, nos Estados Unidos, com 14 eventos. O mountain bike estreou como modalidade olímpica com os eventos masculino e feminino.

## Eventos do ciclismo
Masculino: 

Estrada: Estrada individual | Individual contra o relógio
Pista: 1 km contra o relógio | Velocidade | Perseguição individual | Perseguição por equipes | Corrida individual por pontos
Mountain bike: cross-country
Feminino: 

Estrada: Estrada individual | Individual contra o relógio
Pista: Velocidade individual | Perseguição individual | Corrida individual por pontos
Mountain bike: cross-country

## Masculino

### Estrada

#### Estrada individual masculino
| Pos. | País               | Atletas        | Tempo   |
| ---- | ------------------ | -------------- | ------- |
|      | Suíça (SUI)        | Pascal Richard | 4h53m56 |
|      | Dinamarca (DEN)    | Rolf Sørensen  | 4h53m56 |
|      | Grã-Bretanha (GBR) | Max Sciandri   | 4h53m58 |

#### Individual contra o relógio masculino
| Pos. | País               | Atletas         | Tempo   |
| ---- | ------------------ | --------------- | ------- |
|      | Espanha (ESP)      | Miguel Induráin | 1h04m05 |
|      | Espanha (ESP)      | Ábraham Olano   | 1h04m17 |
|      | Grã-Bretanha (GBR) | Chris Boardman  | 1h04m36 |

### Pista

#### 1 km contra o relógio masculino
| Pos. | País                 | Atletas          | Tempo    |
| ---- | -------------------- | ---------------- | -------- |
|      | França (FRA)         | Florian Rousseau | 1m02s712 |
|      | Estados Unidos (USA) | Erin Hartwell    | 1m02s940 |
|      | Japão (JPN)          | Takanobu Jumonji | 1m03s261 |

#### Velocidade individual masculino
| Pos. | País                 | Atletas         |
| ---- | -------------------- | --------------- |
|      | Alemanha (GER)       | Jens Fiedler    |
|      | Estados Unidos (USA) | Marty Nothstein |
|      | Canadá (CAN)         | Curt Harnett    |

#### Corrida individual por pontos masculino
| Pos. | País            | Atletas           | Pontos |
| ---- | --------------- | ----------------- | ------ |
|      | Itália (ITA)    | Silvio Martinello | 37     |
|      | Canadá (CAN)    | Brian Walton      | 29     |
|      | Austrália (AUS) | Stuart O'Grady    | 25     |

#### Perseguição individual masculino
| Pos. | País            | Atletas            | Tempo    |
| ---- | --------------- | ------------------ | -------- |
|      | Itália (ITA)    | Andrea Collinelli  | 4m20s893 |
|      | França (FRA)    | Philippe Ermenault | 4m22s714 |
|      | Austrália (AUS) | Bradley McGee      | 4m26s121 |

#### Perseguição por equipes masculino
| Pos. | País            | Atletas                                                                     | Tempo    |
| ---- | --------------- | --------------------------------------------------------------------------- | -------- |
|      | França (FRA)    | Christophe Capelle Philippe Ermenault Jean-Michel Monin Francis Moreau      | 4m05s930 |
|      | Rússia (RUS)    | Eduard Gritsun Nikolai Kuznetsov Alexei Markov Anton Chantyr                | 4m07s730 |
|      | Austrália (AUS) | Bradley McGee Stuart O'Grady Dean Woods Timothy O'Shannessey (Brett Aitken) | 4m07s570 |

### Mountain bike

#### Cross-country masculino
| Pos. | País                | Atletas             | Tempo    |
| ---- | ------------------- | ------------------- | -------- |
|      | Países Baixos (NED) | Bart Brentjes       | 2h17m38s |
|      | Suíça (SUI)         | Thomas Frischknecht | 2h20m14s |
|      | França (FRA)        | Miguel Martinez     | 2h20m36s |

## Feminino

### Estrada

#### Estrada individual feminino
| Pos. | País         | Atletas                | Tempo   |
| ---- | ------------ | ---------------------- | ------- |
|      | França (FRA) | Jeannie Longo-Ciprelli | 2h36m13 |
|      | Itália (ITA) | Imelda Chiappa         | 2h36m38 |
|      | Canadá (CAN) | Clara Hughes           | 2h36m44 |

#### Individual contra o relógio feminino
| Pos. | País         | Atletas                | Tempo |
| ---- | ------------ | ---------------------- | ----- |
|      | Rússia (RUS) | Zulfiya Zabirova       | 36m40 |
|      | França (FRA) | Jeannie Longo-Ciprelli | 37m00 |
|      | Canadá (CAN) | Clara Hughes           | 37m13 |

### Pista

#### Velocidade individual feminino
| Pos. | País                | Atletas           |
| ---- | ------------------- | ----------------- |
|      | França (FRA)        | Felicia Ballanger |
|      | Austrália (AUS)     | Michelle Ferris   |
|      | Países Baixos (NED) | Ingrid Haringa    |

#### Perseguição individual feminino
| Pos. | País           | Atletas            |
| ---- | -------------- | ------------------ |
|      | Itália (ITA)   | Antonella Bellutti |
|      | França (FRA)   | Marion Clignet     |
|      | Alemanha (GER) | Judith Arndt       |

#### Corrida individual por pontos feminino
| Pos. | País                | Atletas          | Pontos |
| ---- | ------------------- | ---------------- | ------ |
|      | França (FRA)        | Nathalie Lancien | 24     |
|      | Países Baixos (NED) | Ingrid Haringa   | 23     |
|      | Austrália (AUS)     | Lucy Sharman     | 17     |

### Mountain bike

#### Cross-country feminino
| Pos. | País                 | Atletas        | Tempo    |
| ---- | -------------------- | -------------- | -------- |
|      | Itália (ITA)         | Paola Pezzo    | 1h50m51s |
|      | Canadá (CAN)         | Alison Sydor   | 1h51m58s |
|      | Estados Unidos (USA) | Susan DeMattei | 1h52m36s |

## Quadro de medalhas do ciclismo
| Ordem | País               | Medalha de ouro | Medalha de prata | Medalha de bronze | Total |
| ----- | ------------------ | --------------- | ---------------- | ----------------- | ----- |
| 1     | FRA França         | 5               | 3                | 1                 | 9     |
| 2     | ITA Itália         | 4               | 1                | 0                 | 5     |
| 3     | NED Países Baixos  | 1               | 1                | 1                 | 3     |
| 4     | ESP Espanha        | 1               | 1                | 0                 | 2     |
| 4     | RUS Rússia         | 1               | 1                | 0                 | 2     |
| 4     | SUI Suíça          | 1               | 1                | 0                 | 2     |
| 7     | GER Alemanha       | 1               | 0                | 1                 | 2     |
| 8     | CAN Canadá         | 0               | 2                | 3                 | 5     |
| 9     | USA Estados Unidos | 0               | 2                | 1                 | 3     |
| 10    | AUS Austrália      | 0               | 1                | 4                 | 5     |
| 11    | DEN Dinamarca      | 0               | 1                | 0                 | 1     |
| 12    | GBR Grã-Bretanha   | 0               | 0                | 2                 | 2     |
| 13    | JPN Japão          | 0               | 0                | 1                 | 1     |